# Claris International
Claris International Inc. (bis August 2019 FileMaker, Inc.) ist eine hundertprozentige US-amerikanische Tochtergesellschaft des kalifornischen Computerherstellers Apple, die die Datenbanksoftware FileMaker entwickelt. Die Firma FileMaker entstand 1998 als Nachfolgerin von Claris, die ihrerseits 1987 als Ableger von Apple gegründet worden war.

## Geschichte
Claris wurde Anfang 1998 aufgelöst. Das Programm FileMaker Pro wurde Grundlage des neu gegründeten Unternehmens FileMaker, Inc.
Produkte von Claris waren:
- ClarisCAD, ein CAD-Programm
- Claris MacDraw, ein Zeichenprogramm
- Claris Em@iler, ein E-Mail-Programm
- FileMaker, später FileMaker Pro, das dominierende Datenbankprogramm auf der Macintosh-Plattform
- Claris Home Page, ein HTML-Editor
- Claris Impact, ein Präsentationsprogramm
- Claris MacWrite Pro, eine Textverarbeitung
- Claris Organizer, ein Personal Information Manager
- Claris Resolve, eine Tabellenkalkulation
- ClarisWorks, ein Büropaket, das später von Apple als AppleWorks weitergeführt wurde
- Claris MacPaint, ein Bildbearbeitungsprogramm

Von 2008 bis 2013 wurde die persönliche Datenbankanwendung Bento verkauft.
Im August 2019 gab das Unternehmen bekannt, zum alten Unternehmensnamen Claris zurückzukehren.